# Argyrodes huangsangensis
Argyrodes huangsangensis är en spindelart som beskrevs av Yin, Peng och Youhui Bao 2004. Argyrodes huangsangensis ingår i släktet Argyrodes och familjen klotspindlar. Inga underarter finns listade i Catalogue of Life.